# Paul Hinder
Paul Hinder, OFM Cap. (nacido el 22 de abril de 1942) es un obispo católico suizo. es Vicario Apostólico Emérito del Vicariato Apostólico del Sur de Arabia. El obispo Hinder fue designado previamente como obispo auxiliar en el antiguo Vicariato Apostólico de Arabia el 30 de enero de 2004.

## Primeros años de vida
Paul Hinder nació en Bussnang, Suiza, el 22 de abril de 1942 de Wilhelm Hinder y Agnes Meile. Ingresó en la Orden Franciscana Capuchina en 1962 y fue ordenado sacerdote el 4 de julio de 1967. Después de estudios especializados en derecho canónico en Múnich y Friburgo, obtuvo su doctorado en teología en 1976. Ejerció como profesor, en la formación de jóvenes Capuchinos, luego como provincial en Suiza y como Consejero General en Roma para la Orden Mundial de los Capuchinos

## Obispo
El 20 de diciembre de 2003, Hinder fue nombrado obispo auxiliar de Arabia y fue ordenado obispo el 30 de enero de 2004 en Abu Dhabi. El 21 de marzo de 2005 sucedió a Mons. Bernardo Gremoli como Vicario Apostólico de Arabia (EAU, Omán, Yemen, Catar, Baréin, Arabia Saudita). Después de que el Vicariato de Arabia se dividiera en los Vicariatos del Norte y del Sur en 2011, el obispo Paul fue designado para el Vicariato Apostólico del Sur de Arabia (EAU, Omán, Yemen).
Hinder es miembro del Pontificio Consejo para la Pastoral de los Migrantes e Itinerantes, consultor de la Congregación para la Evangelización de los Pueblos y del Pontificio Consejo para el Diálogo Interreligioso. También es miembro de la Conferencia de Obispos Latinos de las Regiones Árabes.
El 13 de mayo de 2020, fue nombrado Administrador Apostólico " sede vacante et ad nutum Sanctae Sedis " de Arabia del Norte (Kuwait, Baréin, Catar y Arabia Saudita). El nombramiento fue anunciado mediante decreto y firmado por el Cardenal Tagle, Prefecto de la Congregación para la Evangelización de los Pueblos . El 23 de enero de 2023, el Papa Francisco nombró a Mons. Aldo Berardi, O.SS. T. como Vicario Apostólico del Norte de Arabia, sucediendo a Mons. Camillo Ballin, MCCJ, quien falleció el 12 de abril de 2020.
El 1 de mayo de 2022, el Papa Francisco aceptó la renuncia de Mons. Hinder y nombró a Mons. Paulo Martinelli OFM Cap. para tomar su lugar como Vicario Apostólico del Sur de Arabia.